# 雷舍蒂利夫斯凯
47°34′35″N 36°20′19″E / 47.57639°N 36.33861°E
雷舍蒂利夫斯凱（烏克蘭語：Решетилівське）是位於烏克蘭東南部的村莊，由扎波羅熱州波洛希區的波洛希市鎮負責管轄。該村始建於1790年，面積1.71平方公里，海拔高度149米，2001年人口267，人口密度每平方公里156.3人。